# Umeå
Umeå (em sueco: Umeå,  pronúncia; em finlandês: Uumaja; em lapão: Ubmeje), por vezes Umea/Umeaa/Umeo por adaptação tipográfica, ou Uma é  uma cidade portuária da província histórica de Västerbotten, no norte da Suécia.
Está situada na margem esquerda do rio Umeälven, junto à sua foz no golfo de Bótnia.
É a maior cidade do norte do país, e é a cidade residência do governador do condado. É um centro estudantil, de pesquisa, de atendimento médico e de prestação de serviços.                                               

Tem uma área de 33,69 km² e uma populacão de 91 916 habitantes (2021).
É a sede da comuna de Umeå, pertencente ao condado de Västerbotten.

## Etimologia e uso
O nome da cidade - Umeå - deriva do nome do rio que a atravessa – Ume – em alusão ”àquele que ruge”.

Em textos em português costuma ser usada a forma original Umeå, ocasionalmente transliterada para Umea, por adaptação tipográfica.

| “ | Eles utilizaram dados de 6 edifıcios unifamiliares da cidade de Umeå na Suécia.                                                                                   | ” |
|   | — Leonardo Pio Vasconcelos et al, Uma Revisão da Literatura na Previsão de Consumo de Energia Elétrica Residencial Utilizando Técnicas de Aprendizado de Máquina. |   |

## História
Cerca de 7 000 a.C., o degelo dos glaciares chega à área de Umeå. Entre 3 000 e 2 000 a.C., caçadores pré-históricos gravam figuras humanas e alces em rochedos. Com a elevação sucessiva da terra firme, as águas do interior correram desordenadas ao mar, fazendo, segundo a tradição, um barulho ensurdecedor – "uma" – que daria nome ao futuro rio Ume e a Umeå. 
 
No século XIV, a região foi incorporada na Suécia, e a pequena Umeå transforma-se numa porta de entrada dos colonizadores suecos a caminho do norte selvagem. Após uma tentativa fracassada de fundar um povoado em 1588 no local da futura cidade, recebeu em definitivo o "título de cidade" em 1622. Ainda em 1638, e com apenas 40 residentes, tornar-se-ia capital do condado de Västerbotten.
Envolvida no conflito entre a Suécia e a Rússia, Umeå foi atacada em 1714 pelos russos, que voltaram em 1720, e incendiaram a cidade. Em 1809, Umeå foi ocupada pelos mesmos russos, durante alguns meses. Em 1888, um grande incêndio destruiu a maior dela. Na sua reconstrução foram criadas largas avenidas com bétulas, para barrar eventuais incêndios no futuro. Em 1966, a cidade chega aos 50 000 habitantes, e em 1967 é fundada a Universidade de Umeå. Em 1992, a cidade ultrapassa os 100 000 habitantes e torna-se assim a maior cidade do norte do país. 

## Geografia
Umeå está situada na margem esquerda do rio Ume, a 18 km a norte do seu porto de águas profundas em Holmsund, localizado na foz do rio no litoral do golfo de Bótnia.  

 
As temperaturas podem chegar a -33ºC no inverno (mínima) e a +31,8ºC no verão (máxima). A precipitação média, em medições realizadas em 1996 e 2014, foi de respetivamente 23,2 e 17,4 mm.

## Lazer e cultura
Umeå é o centro da vida cultural e educacional do norte do país. Sua cena cultural é bastante diversificada. A cidade possui vários festivais anuais como o Festival de Jaz de Umeå e o Umeå Open.

## Transportes
É um importante centro de comércio e transportes, com um dos maiores portos da Suécia. Está bem ligada por transportes, sendo possível viajar para Estocolmo de carro, ônibus, trem ou avião. A cidade é cruzada pelas estradas europeias E4 e E12. O aeroporto municipal possui diversos voos regulares para ambos aeroportos de Estocolmo (Aeroporto de Bromma e Aeroporto de Arlanda), alguns voos diários para Kiruna e Luleå. Também é possível ir de balsa para Vaasa na Finlândia.
- E4, estrada europeia ligando Haparanda a Helsingborg;[17]
- E12, estrada europeia ligando Storuman a Holmsund;[17]
- Porto de Umeå (Umeå hamn);[18]
- Aeroporto de Umeå (Umeå Airport);[19]
- Linha de Bótnia (Botniabanan), ferrovia costeira conectando Örnsköldsvik, na Ångermanland, com Umeå;[20]
- Linha marítima Umeå-Vaasa (Färjelinjen Umeå–Vaasa);[16]

## Educação
A cidade tem tradições como centro de ensino do Norte da Suécia.

### Ensino superior
Umeå é o principal centro de educação superior do norte da Suécia, e o quinto maior de todo o país, com cerca de 31 000 estudantes inscritos em duas universidades (2018):
Na cidade, estão sediadas a Universidade de Umeå (com filiais em  Lycksele, Skellefteå e Örnsköldsvik) e ainda um dos polos da Universidade de Ciências Agrárias da Suécia.

#### Universidades e escolas superiores
- Universidade de Umeå (Umeå universitet) [22]
- Universidade de Ciências Agrárias da Suécia (Sveriges lantbruksuniversitet) [23]

## Desporto

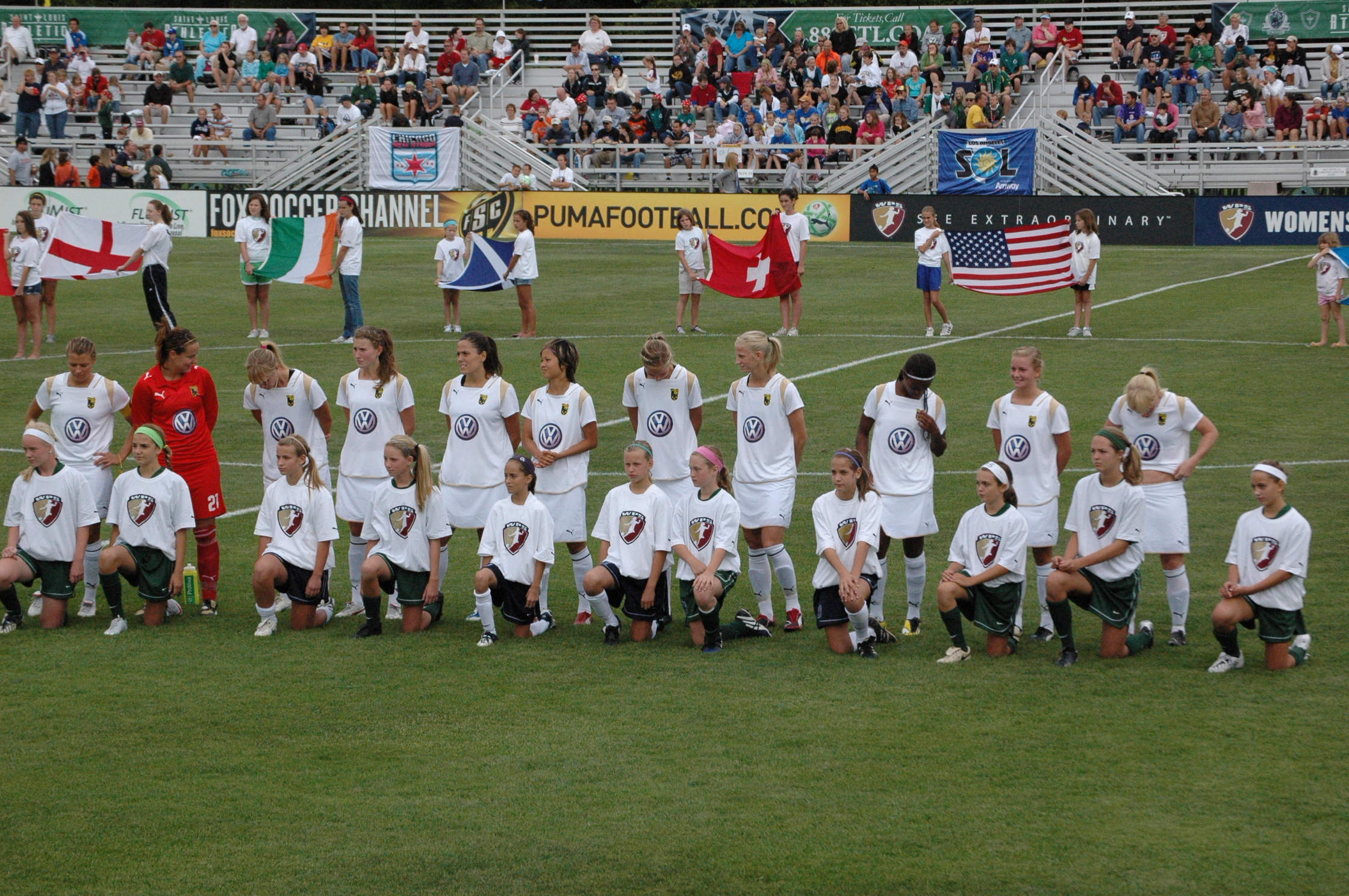
Visionite Arena

Tradicionalmente dominada pelos desportos de inverno, Umeå tem ultimamente tido sucesso no futebol feminino.

### Clubes
- Umeå IK (futebol feminino)

### Arenas desportivas
- Visionite Arena (multi-uso; hóquei no gelo)

## Naturais de Umeå
- Hanna Ljungberg, futebolista;[25]
- Sofia Lundgren, futebolista;[26]
- Anja Pärson, esquiadora;[27]
- Ola Ullsten, ex-primeiro-ministro da Suécia;[28]
- Assar Lindbeck, professor de economia;[29]
- Göran Lindahl, engenheiro diretor de empresa;[30]
- Sven Melander, músico;[31]